# Start up in den Popmusikhimmel
Start up in den Popmusikhimmel ist ein Dokumentarfilm von Hannelore Conradsen und Dieter Köster aus dem Jahre 2001. Er erzählt von dem Versuch, mit deutschen Studentinnen (die als Models arbeiten) viel Geld zu verdienen, indem man sie zur Popmusikgruppe Fox Force umstylt und trainiert. Parallel hierzu wird der Versuch der Nachwuchssängerin Jennifer Wember aus Gelsenkirchen verfolgt, mit Idealismus und der Unterstützung ihrer Familie, zum Popstar zu werden.

## Das erste Gebot des Pop
In den Film Start up in den Popmusikhimmel geht es nicht darum, noch einmal die Geburt von Popstars zu erzählen, wie die zu Ruhm und Reichtum kommen. Auch wird nicht gezeigt, dass es sich um eine harte Branche handeln könnte, wo wie in einem „Haifischbecken“, nur überlebt, wer andere wegbeißen- oder singen könnte, Erfolg das Himmelreich und Misserfolg die Hölle bedeuten kann. Vielmehr macht der Film die Zwischentöne hörbar, die Binsenweisheiten einsehbarer.
Der Talentsucher und Produzent Thomas Richter (32) arbeitet hart am Erfolg in der Musikbranche. Er hatte schon mit einer zusammengestellten Popgruppe in Asien Erfolg und will nun mit „Fox Force“ aus Deutschland die Musikwelt erobern. Mit einem Startkapital ausgestattet, von einer großen amerikanischen Plattenfirma unterstützt (Backstreet Boys, Britney Spears etc.), bewegt er und etwa 40 Angestellte von Berlin, Köln und München aus, „den Lift vom Keller in die hohen Geschäftsetagen“. Der Film begleitet ihn und die durch eine Modelagentur ausgewählten Studentinnen, die noch nie als Sängerinnen aufgetreten sind, durch alle Stationen dieses Unternehmens (Casting, Styling, Fotosession, Studioaufnahmen), über ein Trainingslager in Holland, bis zum ersten Auftritt vor jungem Publikum in Essen.
Der Film stellt die Frage, was die Auftraggeber, Talentsucher, beteiligten Produzenten und Künstler wirklich bewegt und antreibt, wie sie mit dem selbstgewählten Leistungsdruck zurechtkommen und was das eigentliche Ziel sein könnte, neben dem Geldverdienen (Thomas Richter: „Ich will es meinem Vater immer wieder beweisen?“) Er ist durch und durch ein Scheidungskind. Dabei weist der Film über diese Szene hinaus: In der gefälligen, leicht konsumierbaren Popmusik, wie sie vornehmlich über Musiksendern wie VIVA oder MTV an die Kundschaft gebracht wird, geht es schon lange nicht mehr um ernst gemeinte „tiefere“ Botschaften, wie hier anschaulich einsichtig gemacht wird (wir sehen die Produzenten mit Spezialisten der Plattenfirma, in sonst streng abgeschotteter Runde, die Titel für deren erste CD auswählen und staunen über deren Kriterien). Das erste Gebot des Pop lautet: „Habt Spaß und lasst alle Sorgen fahren“.
Die Gruppen, Protagonisten und Songs, dienen der Kundschaft („dem Endverbraucher“) als Traum- und Identifikationsvorlage. Mit dieser Vorgabe, intelligente Frauen zu formatieren und geschäftlich so kompatibel zu machen, dass sie es nicht nur professionell, sondern über einen langen Zeitraum auch mental miteinander aushalten, das Unternehmen „Fox Force“ tragen, statten die Produzenten sie mit Knebelverträgen aus, gehen für Monate mit ihnen in den Clinch, verbringen die attraktiven Studentinnen in ein Trainingslager nach Holland. Das Allerschwerste für sie scheint hier zu sein, dauerhaft ohne Zank, in einem Luxusappartement, miteinander auskommen zu können. Die CDs der Gruppe „Fox Force“ sollen sofort in die Charts. Sie müssen auf einen Schlag perfekt wirken und auch im Ausland akzeptiert werden. Es ist kein zweiter Versuch geplant und auch Thomas Richter wird es sichtbar unwohler, im Verlauf des Films.
Und so werden sie, wie in einem Eliteinternat (wo auch noch „Boygroups“ gedrillt werden) auf die Anforderung des Geschäfts vorbereitet. Selten gibt es Freizeit oder Heimfahrten. Durch die Ausbildung in Konversation, Gesang, Tanz und Disziplin, bleibt wenig Zeit für das Private. Unterbringung und Verpflegung sind frei. Mit einem Taschengeld kombiniert, erhalten sie keine Aufwandsentschädigung, sind nur prozentual am möglichen Einspiel beteiligt. Das scheinen alle nicht nur zu akzeptieren, sondern als eine große Chance zu betrachten. Claudia bekommt einen Nervenzusammenbruch und wird durch den holländischen Musikprofi Linda ausgewechselt. Richter findet das „echt schade“: „The Show must go on“ und man ahnt (bei allem Bemühen und großem Aufwand), die Sache kann so nicht wie erdacht ausgehen.
Parallel im Ruhrgebiet: Am Beispiel der Pop-Nachwuchssängerin Jennifer Wember zeigt der Film auch, wie schwer es sein kann, nur aus sich heraus, mit Unterstützung ihrer Eltern, an den Ausgangspunkt zu kommen, den Christine, Melanie und Linda nun gerade mit „Fox Force“ erreicht zu haben scheinen, auf einer Bühne in Essen, vor einem gnadenlosen jungen Publikum bestehen zu müssen. Davon träumt Jennifer noch und rechnet erst einmal aus, wie viele Tintenstrahlpatronen sie sich noch leisten kann, um die zahlreichen „Kontaktversuchsbriefe“ schreiben zu können. Sie muss mit dem Euro rechnen. Trotz einer neuen Frisur, der Gewichtsabnahme von 60 Pfund und der ausgebildeten Stimme, gelingt Jennifer der erhoffte Einstieg (bisher) nur in die Internetcharts.
Es wird deutlich, warum es bei ihr noch nicht so funktioniert: Trotz jahrelangem Bemühens ist sie nicht schnell und dicht genug dran am eigentlichen Geschäft. Zu wenig kühl, taktierend und nicht hart genug, steht ihrer Familie der altmodische Glaube im Wege, alleine „Talent und die Freude am Singen“, gekoppelt mit der Organisationslust des Vaters, könnten sie groß herausbringen. Doch die vom Erfolg verschonten hoffnungsfrohen Träumer, wirken am Ende wie Glückspilze. Dieses Gefühl trügt nicht. Geht man heute (unter Jennifer) ins Internet, scheint die junge Frau aus Herten, es in den Schlagerhimmel geschafft zu haben (wohingegen von „Fox Force“ nirgendwo mehr die Rede ist).

## Kritik
Der Spiegel schrieb in einer Vorabkritik:
…Was nach Serienwelt von „Popstars“ klingt, ist harte Realität – weswegen zumindest der erste Auftritt von „Fox Force“ noch nicht den ersehnten Durchbruch bringt. Linda, Melanie, Christine und die boombastischen Producer sind trotzdem happy. Der Zuschauer aber rätselt nach der hervorragenden Dokumentation von Hannelore Conradsen und Dieter Köster, ob er die bizarre Branche nun zum Lachen oder zum Weinen finden soll.